# شوجو نيشيكاوا
شوجو نيشيكاوا (باليابانية: 西河 翔吾) (1 يوليو 1983 في هيروشيما في اليابان – )؛ هو لاعب كرة قدم ياباني سابق كان يلعب كمدافع.

## وصلات خارجية
- شوجو نيشيكاوا على موقع رابطة كرة القدم اليابانية للمحترفين (اليابانية)
- شوجو نيشيكاوا على موقع قاعدة بيانات كرة القدم.إي يو (الإنجليزية)
- شوجو نيشيكاوا على موقع Soccerway.com (الإنجليزية)
- شوجو نيشيكاوا على موقع عالم كرة القدم.نت (الإنجليزية)
- شوجو نيشيكاوا على موقع كووورة